# Dimos Neapoli-Sykies
Dimos Neapoli-Sykies (Neapoli-Sykies) är en kommun i Grekland.   Den ligger i prefekturen Nomós Thessaloníkis och regionen Mellersta Makedonien, i den norra delen av landet, 300 km norr om huvudstaden Aten. Antalet invånare är 89 274. Arean är 12,8 kvadratkilometer.
Terrängen i Dimos Neapoli-Sykies är kuperad åt sydost, men åt nordväst är den platt.